# Van Winssen

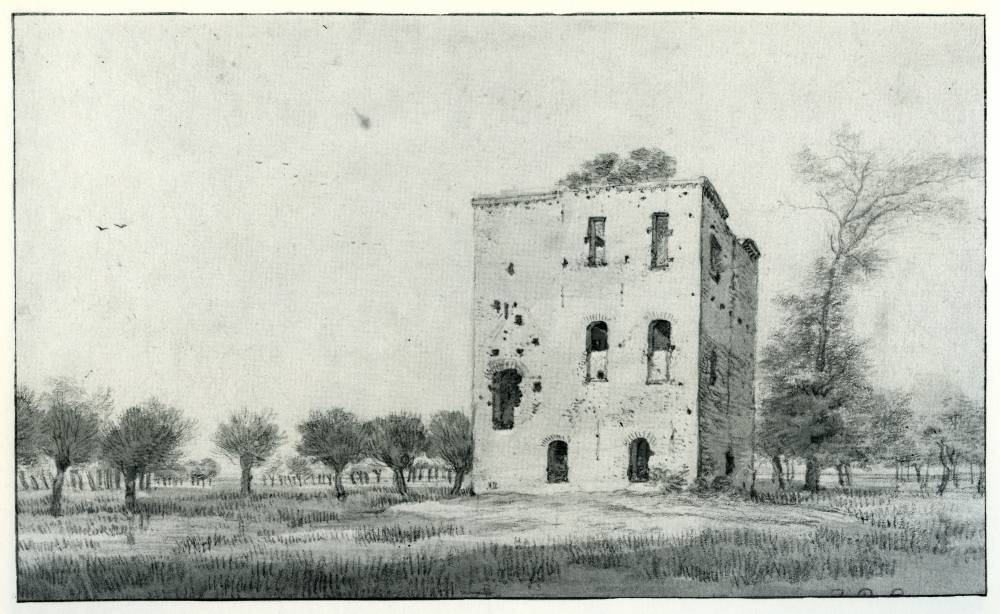
Ruïne van de oude ridderhofstad Heemstede tussen 1646 en 1647, door Roelant Roghman

Van Winssen is een Utrechts regentengeslacht, bekend als eigenaar sinds 1439 van kasteel/ridderhofstad Heemstede, alsmede van een kroniek over onder andere Jan van Schaffelaar, en welk geslacht vermoedelijk in 1668 uitstierf.

## Geschiedenis
De stamvader van dit geslacht is, volgens Berents, Godschalk Vrencke die getrouwd was met Aleyd van Montfoort. Diens zoon was Godschalk van Winssen die na 1420 stierf en trouwde met Elsabe Mouwer (1357-1439). Deze laatste was sinds 1398 door schenking door een verwant eigenaresse van Heemstede. In 1404 wordt de hofstede Heemstede voor het eerst genoemd; dat zou betekenen dat het huis de Oude Heemstede tussen 1398 en 1404 door het echtpaar Van Winssen-Mouwer moet zijn gebouwd.
Heemstede ging door erfenis over op hun zoon, eveneens genaamd Godschalk van Winssen die voor 1460 stierf; hij trouwde drie keer, met als laatste echtgenote Elisabeth van Zuylen van Nyevelt. Deze Godschalk van Winssen wordt vermeld als schepen, overste ouderman en burgemeester van Utrecht. Uit dit laatste huwelijk werden de broers Godschalk en Willem van Winssen geboren.
Godschalk van Winssen erfde als oudste zoon kasteel Heemstede. Hij was veertienmaal schepen tussen 1480 en 1510. Hij trouwde met Elsabe van Hardenbroek maar overleed kinderloos op 14 mei 1515. Na diens dood volgde zijn broer Willem hem op als heer van Heemstede. Deze laatste was zevenmaal schepen van Utrecht tussen 1473 en 1521. In het bestuur van Utrecht wisselden de broers elkaar af, hetgeen betekende dat zij een belangrijke machtspositie hadden verworven. Beiden leefden tijdens de burgeroorlog, de Stichtse Oorlog, waarin Jan van Schaffelaar een rol speelde. Beide broers worden genoemd in de kroniek als bannelingen. Berents oppert de suggestie dat een van de broers, als mogelijk goed geïnformeerden en betrokkenen bij de burgeroorlog, schrijver van de kroniek zou kunnen zijn geweest, de kroniek die later in bezit was van Willems achterkleinzoon Adriaan. Willem trouwde met Lutgera van Snellenberch, dochter van Willem van Snellenberch die lid van de raad en rentmeester van David van Bourgondië was. Uit dit huwelijk werden behalve zoon Godschalk nog drie dochters geboren.
De zoon Godschalk van Winssen was dertienmaal schepen van Utrecht. Hij trouwde twee keer: eerst met Armgard Ruysch, die in 1540 overleed, uit welk huwelijk de zoon Willem werd geboren, die heer van Heemstede werd maar in 1614 kinderloos overleed. Godschalk van Winssen hertrouwde in 1541 met Anna van Woerden van Vliet waardoor de heerlijkheid Hoenkoop in het geslacht Van Winssen kwam. Tijdens Godschalks bewind werd Heemstede door de Staten in 1536 als ridderhofstad erkend. Uit het tweede huwelijk werd Johan geboren. Godschalk van Winssen overleed op 26 oktober 1557.
Johan die opvolgde als heer van Hoenkoop, trouwde in 1578 met Frederica de Wael van Vronesteyn. Uit dit huwelijk werden twee dochters en twee zonen geboren. Zoon Willem werd commandeur van de Ridderlijke Duitsche Orde, Balije van Utrecht. De andere zoon was Adriaan van Winssen. Johan overleed op 14 januari 1627.
Adriaan van Winssen erfde van zijn oom Willem in 1615 de ridderhofstad Heemstede en erfde Hoenkoop van zijn vader na diens overlijden. Hij kocht omringend land op waardoor de nieuwe ambachtsheerlijkheid met de ridderhofstad meer dan 100 hectaren omvatte. Deze Adriaan was eigenaar van de kroniek (in origineel of in afschrift) over de Stichtse Oorlog met de vermelding van de sprong van Jan van Schaffelaar die hij uitleende aan Aernout van Buchel. In 1698 werd de kroniek voor het eerst uitgegeven door Antonius Matthaeus die de uitgave baseerde op de papieren van Van Buchel. Van Winssen stond bekend als een onderzoeker van de geschiedenis der Nederlanden waarvan de neerslag was terug te vinden in vele papieren. Helaas zijn de meeste papieren met hem begraven in de Sint-Servaasabdij; de kroniek is na 1738 vermist geraakt. Hij trouwde in 1612 met Christina van Schoordyck van Rhynauwen, vrouwe van Vleuten. Zij kregen vijf kinderen van wie er slechts twee hun ouders overleefden: Willem en Maria. Willem volgde na de dood van zijn vader op 20 september 1639 op als heer van Hoenkoop en Heemstede, maar overleed kinderloos al op 18 maart 1640, met als enig erfgenaam zijn zus Maria.

### Het echtpaar Pieck-van Winssen

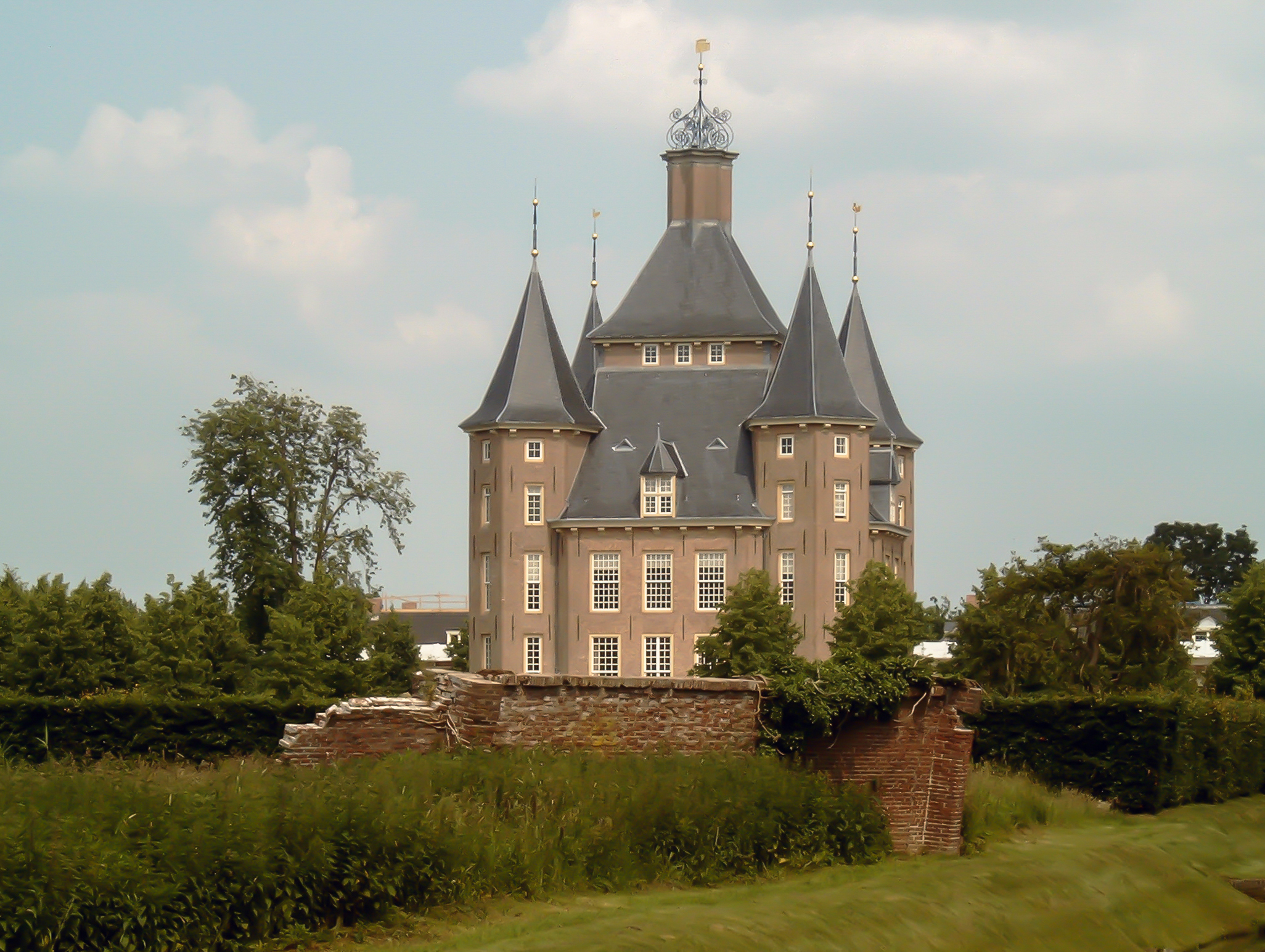
Kasteel Heemstede (2007)

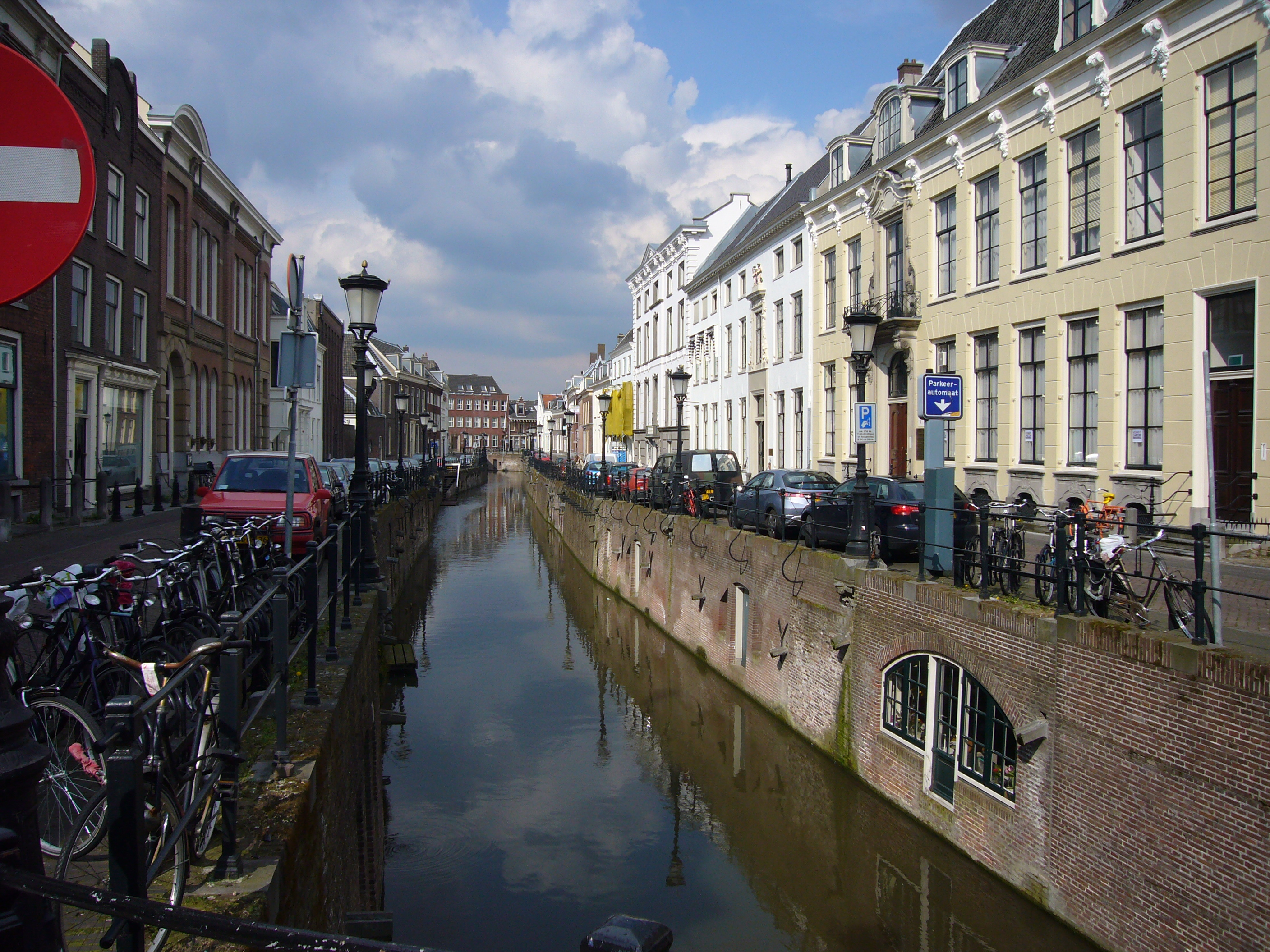
Plompetorengracht met rechts het enorme pand nummer 3, gebouwd in 1657 in opdracht van Maria Pieck-van Winssen

Maria van Winssen werd dus in 1640 vrouwe van Hoenkoop en Heemstede, maar bezat tevens de bezittingen die haar toekwamen na het overlijden van haar eerste echtgenoot, N. de Wael van Vronesteyn. Zij hertrouwde in 1640 met Hendrick Pieck, heer van Muyswinkel. Dit echtpaar besloot om een nieuw huis te laten bouwen, ongeveer 500 meter van de oude ridderhofstad vandaan. Dat gebeurde waarschijnlijk omdat die laatste toen al in minder goede staat verkeerde, zoals Roghman die na de bouw van het nieuwe kasteel vastlegde. Het tegenwoordige kasteel Heemstede is grotendeels zoals het in 1645 werd gebouwd, op een eiland en omgracht. Op de entree zijn links en rechts de wapens van Pieck en Van Winssen aangebracht, met het jaartal 1645.
In 1647 erfde Maria Pieck-van Winssen goederen van haar tante Beatrix van Winssen, in 1655 van haar verwante Ermgarda de Wael van Vronesteyn onder andere een huis aan de Plompetorengracht in Utrecht. In de winter woonde het echtpaar in Utrecht (waar een straat naar het geslacht genoemd was: Van Winssenstege, nu: Herenstraat), en 's zomers op Heemstede. In 1657 werd besloten het geërfde huis aan de gracht te slopen en er een geheel nieuw pand te laten bouwen: het nog steeds bestaande pand n° 3.
In 1662 overleed Pieck, op 20 juli 1668 Maria van Winssen, vermoedelijk de laatste van haar geslacht. Na haar overlijden werd een inventaris opgemaakt van het kasteel. Daarna begonnen de onderhandelingen over haar nalatenschap tussen de erfgenamen. Haar neef Gerard de Wael van Vronesteyn verkocht in 1680 de hem toebedeelde huizen Heemstede waarna na bijna 250 jaar dit bezit uit de familie Van Winssen c.s. verdween.

### Andere geslachten
Berents noemt nog twee andere geslachten met de naam Van Winssen: een riddermatig geslacht dat zijn naam ontleende aan het dorp Winssen bij Nijmegen, een ander uit de buurt van Culemborg.